# Maider Castillo
Maider Castillo Muga (Éibar, 3 de agosto de 1976) es una exfutbolista española que jugaba de defensa central.

## Trayectoria
Formada en las categorías inferiores del Eibartarrak FT. Tras estar dos temporadas en el AD Torrejón CF, en la temporada 2000/01, pasó a engrosar las filas del Levante UD, en la Superliga, equipo en el que jugó hasta su retiro y del que fue capitana.
Es hija del exjugador de la SD Eibar, Jesús María Castillo “Txitxia”.

## Clubes
| Club           | País   | Año       |
| -------------- | ------ | --------- |
| Eibartarrak FT | España | 1989-1999 |
| AD Torrejón CF | España | 1999-2001 |
| Levante UD     | España | 2001-2015 |

## Palmarés
| Título           | Club       | País   | Año     |
| ---------------- | ---------- | ------ | ------- |
| Copa de la Reina | Levante UD | España | 2002    |
| Copa de la Reina | Levante UD | España | 2004    |
| Copa de la Reina | Levante UD | España | 2005    |
| Copa de la Reina | Levante UD | España | 2007    |
| Superliga        | Levante UD | España | 2007-08 |

- Datos: Q6735464